# El pabellón de oro
El Templo del Pabellón de Oro (金閣寺, Kinkaku-ji), también conocido como El Pabellón de Oro es una novela del escritor japonés Yukio Mishima publicada originalmente en 1956. Considerado un clásico de la literatura moderna japonesa la trama está inspirada en un acontecimiento real: la quema el 2 de julio de 1950 del Pabellón Dorado Kinkaku-ji, situado en Kioto, por parte del joven novicio budista de 22 años Hayashi Yoken. Construido en 1397 el edificio estaba catalogado como monumento nacional y se había salvado de la destrucción en múltiples ocasiones. Posteriormente reconstruido, desde 1994, está incluido en la lista de monumentos Patrimonio de la Humanidad de la Unesco.
La novela ha sido adaptada en diferentes formatos, incluida la ópera, y en el cine en varias ocasiones: por el director Kon Ichiwaka en su película Enjô (1958), obteniendo galardones en certámenes como el Festival de Venecia o en los premios Kinema Junpō, y por el director Yoichi Takabayashi en su película Kinkaju-ji (1976). También es uno de los segmentos de la película biográfica Mishima, una vida en cuatro capítulos (1985) dirigida por Paul Schrader.

## Argumento
Mizoguchi es un joven tartamudo y poco agraciado que vive en Nariu, una zona remota de la costa norte de Honshū. Hijo de un sacerdote budista con el tiempo, se ha convertido en un ser solitario, taciturno y acomplejado. En su vida cotidiana el mal y lo trágico invaden sus pensamientos. Su única fascinación es el Pabellón de oro de Kioto del que su padre le ha hablado reiteradamente a lo largo de su niñez como el edificio más bello del mundo y encarnación de la suprema belleza. 
Tras una visita inicial, que no logra impresionar al joven, la muerte de su padre supone que Mizoguchi entre como novicio en dicho templo bajo la protección de Tayama Dosen con quien su padre guardaba buena amistad. De este modo el joven rechazará a su madre con la que tratará de mantener el menor trato posible. Poco a poco Mizoguchi se pasa el tiempo admirando el pabellón que se va convirtiendo en su único objeto de deseo y su obsesión descuidando su formación y sus estudios universitarios.
Cuando despierta en el joven la sensualidad, la belleza del edificio se interpone en sus relaciones amorosas impidiéndole tener otras admiraciones o cultivar otros afectos. Deslumbrado por el pabellón, el edificio se convierte en un obstáculo para que el joven viva una vida auténtica y solo su destrucción le puede liberar. A pesar de cultivar amistad con otros jóvenes como el amable Tsurukawa o con Kashiwagi, otro joven con un defecto físico que ejerce una suerte de Mefistófeles, Mizoguchi progresivamente irá teniendo desencuentros con el superior hasta llegar a precipitar los hechos que conducirán al incendio del pabellón. 

## Personajes
- Mizoguchi
- Padre de Mizoguchi
- Madre de Mizoguchi
- Uiko, la joven relacionada Mizoguchi
- Tsurukawa, su amigo amable, un antiguo acólito
- Kashiwagi, su amigo malvado, estudiante de la Universidad Otani
- Padre Tayama Dosen, Superior del Pabellón de oro
- Padre Kuwai Zenkai, ocasional visitante
- El soldado americano y su novia
- La chica a la que Kashiwagi tiende una trampa
- La chica de la pensión donde vive Kashiwagi
- La mujer de la ermita de Tenju
- El cadete naval
- Mariko la prostituta

## Análisis
El Pabellón de Oro está considerada una novela de Mishima en la que los elementos principales de la trama son la belleza y su destrucción, la vida y la muerte, eros y tanatos. Con una visión nihilista y de aceptación de lo irremediable reflejo de aquel Japón, ante los ojos del autor, decadente y humillado tras la guerra. 

## Traducciones y recepción
Juan Marsé tradujo la obra utilizando como lengua puente el francés para Seix Barral en 1963.
Carlos Rubio tradujo la obra directamente del japonés para Alianza Editorial en 2017.
Guillermo Altares para el suplemento Babelia del diario El País considera la novela, junto con otras como el ensayo Underground de Haruki Murakami, uno de los ejemplos clásicos del concepto de la destrucción presente en la literatura japonesa.
Ignacio Echeverría en el reportaje "Escritores que traducen" publicado en la revista El Cultural incide en que el escritor Juan Marsé realizó la primera traducción al español de la novela basándose en la traducción al francés.
Laura Tomás Avellana en la web japonismo.com considera la novela, a partir de la traducción realizada directamente del japonés por Carlos Rubio en 2017, "una novela con un lirismo y una fuerza escénica espectaculares, con valiosas descripciones y reflexiones personales que nos permiten disfrutar de sus letras, pero también ir más allá y comprender metáforas que de otra forma pasarían desapercibidas. Sin duda, uno de los grandes títulos de la literatura japonesa".

## Adaptaciones para cine, televisión y teatro
Cine
- Enjô (1958), dirigida por Kon Ichikawa, considerada por la crítica la adaptación más exitosa al cine basada en una novela de Yukio Mishima.
- Kinkaku-ji (1976), dirigida por Yoichi Takabayashi.
- El libro fue una de las tres novelas adaptadas por Paul Schrader en uno de los episodios de su película Mishima, una vida en cuatro capítulos (1985).

Otras adaptaciones
- Kinkaku-ji (1976), una ópera del compositor Toshiro Mayuzumi.[12]
- Kinkaku-ji (2002), una versión para danza contemporánea a cargo de Kenji Kawarasaki (Company East).[13]
- Kinkaku-ji (2011), adaptación teatral de Serge Lamothe dirigida por Amon Miyamoto (Kanagawa Art Theater).[14]
- Le Pavillon d'or (2014), una obra musical en dos movimientos del pianista Karol Beffa.[15]
- Mizoguchi y el templo de la belleza  (2022), una obra de teatro  basada en textos de Yukio Mishima y  Georges Bataille, escrita y dirigida por el dramaturgo mexicano Carlos Virgen.